# Belz
 Belz  (así también en bretón) es una población y comuna francesa, situada en la región de Bretaña, departamento de Morbihan, en el distrito de Lorient y cantón de Belz.

## Demografía
| 3179 | 3353 | 3398 | 3398 | 3372 | 3289 |
| Para los censos de 1962 a 1999 la población legal corresponde a la población sin duplicidades (Fuente: INSEE [Consultar]) |      |      |      |      |      |